# Sony Ericsson Xperia X8
Sony Ericsson Xperia X8 è uno smartphone android medio gamma sviluppato da Sony Ericsson facente parte della serie Xperia, presentato nel 4º trimestre del 2010. È originariamente fornito con sistema operativo Android 1.6, ma è stato aggiornato all'inizio del 2011 ad Android 2.1.

## Caratteristiche
Il telefono è dotato di uno schermo touch capacitivo LCD da 3,0 pollici (76 mm). Ha una risoluzione di 320 x 480 pixel (HVGA) con profondità di 24 bit. Sul retro vi è una fotocamera da 3,2 megapixel con fuoco fisso. Le foto possono essere geolocalizzate. Alla fotocamera vi si può accedere tramite un apposito menu touch screen, oppure tramite il pulsante dedicato alla fotocamera posto sul lato destro del telefono sotto il bilanciere del volume. Xperia X8 utilizza una CPU da 600 MHz con chipset Qualcomm MSM7227 dotato di accelerometro a 3 assi e GPS, una bussola digitale, un sensore di luce ambientale e un attacco per il fissaggio di una cinghia.